# Кречко, Маргарита Николаевна
Маргари́та Никола́евна Кречко (26 сентября 1989, Пинск) — белорусская гребчиха, выступает за сборную Белоруссии по академической гребле с 2009 года. Серебряная призёрша чемпионата Европы, победительница молодёжных и республиканских регат. На соревнованиях представляет Брестскую область, мастер спорта международного класса.

## Биография
Маргарита Кречко родилась 26 сентября 1989 года в городе Пинске Брестской области Белорусской ССР. Активно заниматься академической греблей начала в раннем детстве, проходила подготовку в пинской специализированной детско-юношеской школе олимпийского резерва по гребным и парусным видам спорта и в брестском областном центре олимпийского резерва по гребным видам спорта, тренировалась под руководством тренеров В. Н. Левковец, В. В. Синельщикова и А. Н. Попенко. Состоит в спортивном клубе Федерации профсоюзов Беларуси.
На взрослом международном уровне дебютировала в сезоне 2009 года, когда попала в основной состав белорусской национальной сборной и благодаря череде удачных выступлений удостоилась права защищать честь страны на нескольких крупных регатах: в безрульных распашных четвёрках завоевала золотую медаль на молодёжном чемпионате мира в чешском городе Рачице, в распашных восьмёрках с рулевой была шестой на этапе Кубка мира в швейцарском Люцерне, в той же дисциплине дошла до утешительного финала «Б» на чемпионате мира в польской Познани, показала седьмой результат в финале «Б» на домашнем чемпионате Европы в Бресте. Год спустя в распашных безрульных четвёрках финишировала шестой на молодёжном чемпионате мира в Белоруссии, ещё через год повторила этот результат в парных двойках на аналогичных соревнованиях в Голландии и в рулевых распашных восьмёрках завоевала серебряную медаль на чемпионате Европы в болгарском Пловдиве, уступив лидерство лишь команде из Румынии — при этом её партнёршами были Екатерина Шлюпская, Ольга Березнёва, Наталья Гелах, Анна Нахаева, Татьяна Кухта, Юлия Бичик, Анастасия Фадеенко и рулевая Ярослава Павлович.
В 2012 году в распашных безрульных двойках Кречко выступила на этапе Кубка мира в Швейцарии, в следующем сезоне участвовала в программе распашных двоек на летней Универсиаде в Казани, а также в распашных рулевых восьмёрках заняла четвёртое место на чемпионате Европы в испанской Севилье, немного не дотянув до призовых позиций. На европейском первенстве 2014 года в сербском Белграде с распашной рулевой восьмёркой смогла пробиться лишь в утешительный финал «Б» и финишировала в нём седьмой.
За выдающиеся спортивные достижения удостоена почётного звания «Местер спорта Республики Беларусь международного класса».